# Речище (Тверская область)
Речище — деревня в Фировском районе Тверской области. Входит в состав Великооктябрьского сельского поселения.

## География
Находится в 9 километрах к югу от районного центра посёлка Фирово.

## Население
Население по переписи 2010 года отсутствует.
В 2002 году население составляло 2 человека (100% русские).